# Eduard Pütsep
Eduard Pütsep (ur. 21 października 1898 w Vastseliina, zm. 22 sierpnia 1960 w Kuusamo) – estoński zapaśnik i aktor. Mistrz olimpijski, medalista mistrzostw świata i Europy.
Zapasami zainteresował się w trakcie I wojny światowej, w 1917 zajął trzecie miejsce w mistrzostwach Rosji w wadze koguciej. Pierwszym międzynarodowym turniejem były igrzyska olimpijskie w Antwerpii, gdzie wystąpił w zawodach w wadze piórkowej. Odpadł w półfinale po porażce z Heikki Kähkönenem z Finlandii, zaś w turnieju o brązowy medal przegrał z Duńczykiem Rasmusem Torgensenem. Na igrzyskach w Paryżu w 1924 zdobył złoty medal olimpijski w wadze koguciej nie przegrywając żadnego spotkania.
Wystąpił także na igrzyskach olimpijskich w Amsterdamie. W wadze koguciej w stylu klasycznym zajął szóste miejsce, zaś w wadze piórkowej w stylu wolnym był dziewiąty.
W 1921 roku zajął czwarte miejsce na mistrzostwach świata w wadze piórkowej, zaś rok później został wicemistrzem globu w wadze muszej. W 1923 był mistrzem krajów bałtyckich w wadze koguciej, wicemistrz Europy w wadze muszej z 1927. Trzykrotny mistrz Estonii (1921, 1923, 1925). Karierę zawodniczą zakończył w 1933 roku i został trenerem w Estonii. Pojechał na Letnie Igrzyska Olimpijskie 1936 jako trener łotewskich zapaśników.
Uczestniczył w walkach o niepodległość Estonii jako wolontariusz. W trakcie II wojny światowej wyjechał do Finlandii i tam kontynuował karierę trenerską. Od 1939 mieszkał w Kuusamo, w którym zmarł. 
Potrafił komunikować się w ośmiu językach. Wystąpił przynajmniej w dwóch filmach niemych: w komedii Õnnelik korterikriisi lahendus w reżyserii Konstantina Märska (1924) i Tšeka komissar Miroštšenko (1925). Był nazywany Estońskim Chaplinem.
Od 1977 roku w Võru rozgrywa się turniej jego imienia. Przeznaczony jest on dla młodych adeptów tego sportu.